# 茲拉托格勒

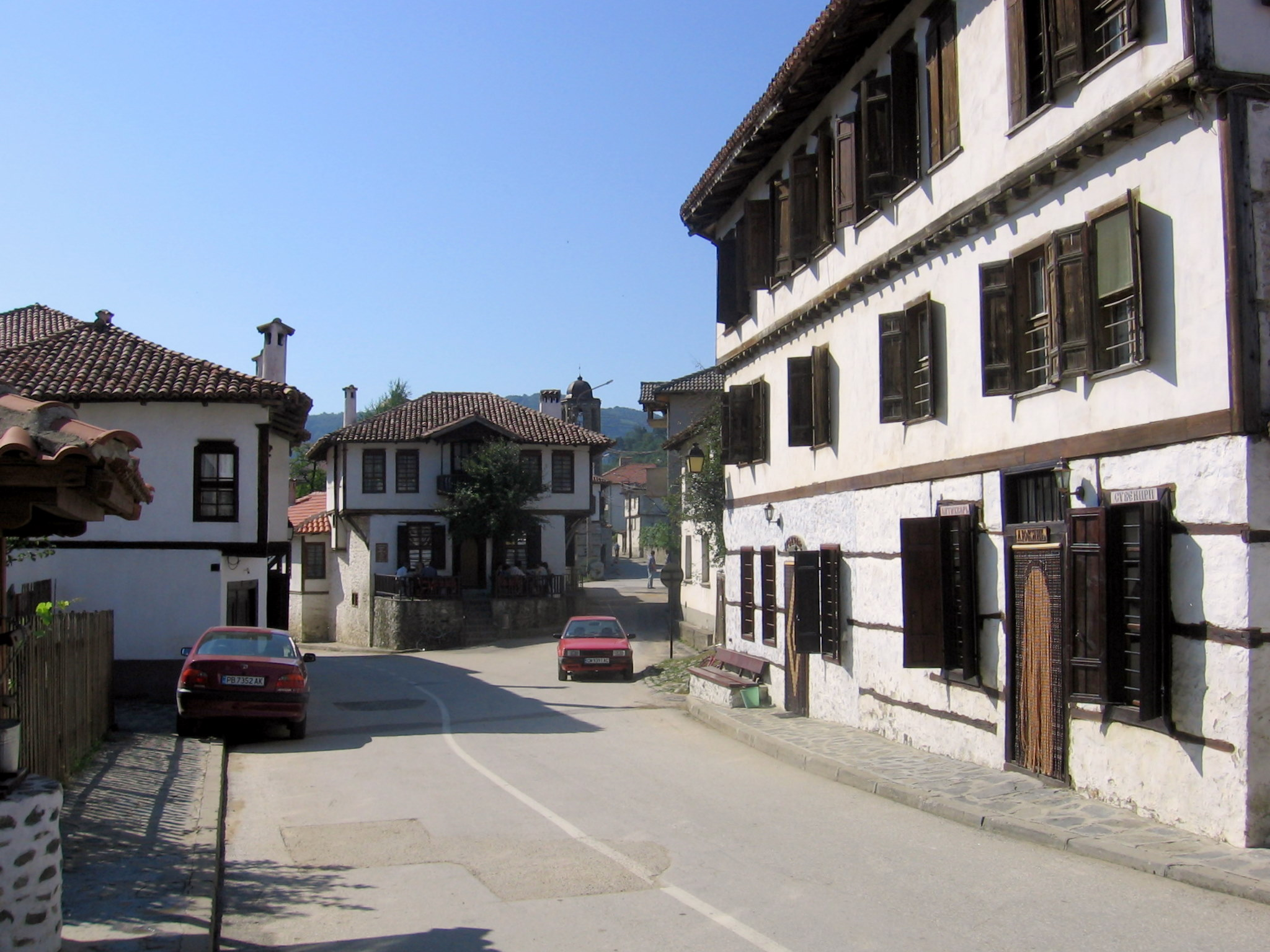

茲拉托格勒是保加利亞的城鎮，位於該國南部，距離首都索菲亞300公里，距離希臘5公里，由斯莫梁州負責管轄，海拔高度521米，受地中海氣候影響，2009年人口7,110。